# Cristina Fernández
Cristina Fernández de Kirchner, també anomenada Cristina Kirchner, (La Plata, 19 de febrer de 1953) és actual vicepresidenta de l'Argentina, política i advocada. Fou Presidenta de l'Argentina després de sortir elegida en les eleccions celebrades l'octubre de 2007. Abans d'exercir aquest càrrec, va ser senadora per la província de Santa Cruz i per la de Buenos Aires, així com diputada per la primera. De  2019 a 2023 va ser la vicepresidenta de la Nació Argentina, sota el govern de Alberto Ángel Fernández.

## Biografia
Fernández va néixer a La Plata, província de Buenos Aires, filla d'Eduardo Fernández i Ofèlia Wilhelm Esther, descendents d'espanyols. Va estudiar Dret a la Universitat Nacional de la Plata durant la dècada de 1970 i va participar activament en la Joventut Peronista. Durant els seus estudis, va conèixer al seu futur espòs, Néstor Kirchner. Es van casar el 9 de març de 1975, i van tenir dos fills: Màxim i Florència. Néstor va morir el 27 d'octubre de 2010, després de patir un atac de cor.
És la primera dona de la història argentina en ser escollida Presidenta i la segona en accedir al càrrec després d'Isabel Perón. Anteriorment havia estat primera dama de l'Argentina en ser proclamat el seu marit Néstor Kirchner president del país. Pertany al Partit Justicialista, i integra al seu torn el partit progressista Frente de Todxs. El 19 de juliol de 2007 va llançar oficialment la seva candidatura presidencial per a les eleccions de 2007. L'acte es va realitzar al Teatre Argentí de la ciutat de La Plata. Ja havia estat esmentada repetides vegades com «quadre polític presidenciable» per diversos membres del Partit Justicialista i del gabinet del kirchnerisme.

## Presidencia de l'Argentina
El 28 d'octubre de l'esmentat any es consagra guanyadora en primera volta amb el 45,29% dels vots positius -amb un dels més amplis marges d'avantatge des del retorn de la democràcia el 1983 -, en una elecció on l'abstenció va ser la més alta des de les eleccions de 1922 i el vot en blanc el més gran des del 1963. Va succeir el 10 de desembre al seu espòs Néstor Kirchner.
Durant el seu govern, va haver una forta millora de l'estructura social, amb mesures i polítiques inclusives com ara l'Assignació Universal per fill, el pla "Conect Ar Igualdad" on es grantia l'accés gratuït a materials electrònics als i les estudiants més necessitats, i altres polítiques redistributives així com en matèria de drets humans.
El creixement econòmic i el fort entramat econòmic entorn al manteniment d'un estat social, així com el protagonisme donat a la indústria nacional, va fer que durant la seva primera legislatura s'evités l'impacte de la crisi financera global de 2008.
La seva segona legislatura fou de 2011 a 2015, on aconseguí la nacionalització d'YPF, comprada per Repsol (Espanya) el 1993, durant els governs neoliberals de la dècada de 1990 tant a l'Argentina com a l'Estat Espanyol.
Les mesures socials i redistributives durant els seus governs van aconseguir avanços científics, com el llançament dels satèlits ARSAT, la repatriació de científics a l'estranger, la creació de 12 universitats públiques i gratuïtes, un fort creixement del consum intern així com una major capacitat de consum de la classe treballadora argentina. Aquestes polítiques van provocar-li molts problemes amb la oligarquia tradicional, la dreta i conservadors, qui a partir del monopoli i els blindatges mediàtics, concretaren una campanya de lawfare aprofitant els indicis de corrupció que pesaven sobre els funcionaris de l'ex presidenta.

## Vicepresidència
Cristina Fernández fou escollida vicepresidenta el 27 d'octubre de 2019 al govern de Alberto Ángel Fernández.